# Teletutto
Teletutto è un'emittente televisiva bresciana del gruppo Editoriale Bresciana.

## Storia
L'emittente nasce nel 1977 da una costola di Radio Brescia Sette su iniziativa di Giuseppe Inselvini e dell'imprenditrice del settore mobiliare Ancilla Scalvini, noto sponsor televisivo dell'epoca. Il nome completo originario risultava essere Teletutto Brescia Sette.
Negli anni '80 l'emittente allarga il proprio bacino di utenza a pressoché tutta la provincia bresciana. Con l'avvento dei network nazionali l'emittente si specializza nell'informazione locale e nello sport.
Nel 1985 l'emittente viene ceduta a Pasini di Odolo, imprenditore vicino al mondo cattolico, e diretta da don Mario Pasini, fratello dell'editore e legato ai Paolini di Brescia. La rete mantiene la propria autonomia, confermando l'impegno sul fronte dell'informazione locale, dello sport locale e delle rubriche di carattere religioso, anche grazie all'impegno di una figura storica di sacerdote-giornalista bresciano come don Eridano Torri.
Un nuovo gruppo di siderurgici rileva Teletutto che però riprende slancio soltanto con l'avvento, nel 1994, dell'attuale gruppo editoriale l'Editoriale Bresciana, quello del Giornale di Brescia, che intanto acquista anche Brescia Telenord che continua a far vivere nel proprio mux digitale con il nuovo nome TT2 - TeleTutto, mentre le frequenze storiche vengono cedute a una serie di altre emittenti (fra le quali Studio Nord TV, una emittente piemontese).
Negli anni '90 la tv si rafforza nelle strutture e nella tecnologia. Si afferma la figura del direttore Fulvio Manzoni che dirige il telegiornale (TG TT) e che conduce personalmente diverse rubriche di approfondimento. Con la fine degli anni '90 la tv trasmette in diretta le sedute del consiglio comunale di Brescia. In questi anni lavora a Teletutto la giornalista Monica Gasparini.
Con il nuovo millennio l'emittente si distingue per la trasmissione in diretta delle adunate nazionali degli alpini e le partenze della storica Mille Miglia. Nel giugno 2007 viene a mancare per una grave malattia il direttore Fulvio Manzoni, cui subentra Nunzia Vallini, dopo un breve periodo in cui la direzione fu assunta da Fabio Lombardi.
Oggi copre tutta la Lombardia, eccetto la provincia di Mantova, tutto il Piemonte, eccetto le province di Asti, Cuneo e Torino, e le province di Verona, Parma, Piacenza e Reggio Emilia.

## Programmi

### Informazione
- Prime ore
- TT-TG
- Tg Economia
- Tg Sport
- La buona notizia

### Attualità
- Brescia in salute
- Cattolica e dintorni
- Di rifugio in rifugio
- Genti e terre del Garda
- TT Racconta
- L'artigiano bresciano
- Panacea
- Pianeta scuola
- Pianeta università
- Questioni di gusto
- Terme di Sirmione. Acqua è salute
- Teletutto Racconta
- Viaggio in Valsabbia
- In piazza con noi
- Ingegneri Oggi
- La nostra energia per l'ambiente
- OTTOPPIUCASA.IT
- Professionisti in rete
- TeleDomando
- Teletutto benessere
- Che classe
- La nostra energia per l'ambiente
- Magazine Tv
- Messi a fuoco
- Obiettivo salute
- Punti di vista
- Salotto bresciano della cultura
- Starbar

### Sport
- Basket time
- Ciclismo oggi
- Dilettanti in rete
- Parole di calcio
- Skipper il mondo a vela
- Tutti in campo
- Special Tg Feralpisaló

### Grandi eventi
- Adunata nazionale alpina
- Brescia art marathon
- Centomiglia velica
- Mille miglia
- Winter Marathon
- Speciale Elezioni

## Diffusione
Con il definitivo passaggio al digitale terrestre della provincia di Brescia, avvenuto in vari passaggi nel periodo compreso dall'8 al 26 novembre 2010, Teletutto si è posizionata sulla frequenza del canale UHF 66 (834 MHz) e ha ottenuto la posizione numero 12 dell'LCN. In seguito alla dismissione forzata della banda UHF 61/69 decretata dal governo e dalle regole europee, dalla fine del dicembre 2012 la frequenza di trasmissione è divenuta il canale UHF 42 (642 MHz).
Oltre che nel Multiplex di proprietà, che è ricevibile in provincia di Brescia e parte delle province di Bergamo, Cremona e Verona, trasmette anche sulla frequenza UHF 51 in parte della provincia di Trento. 
Il canale è presente anche nel Mux Videostar con LCN 12, 619, raggiungendo quindi anche altre province lombarde.

## Multimedialità

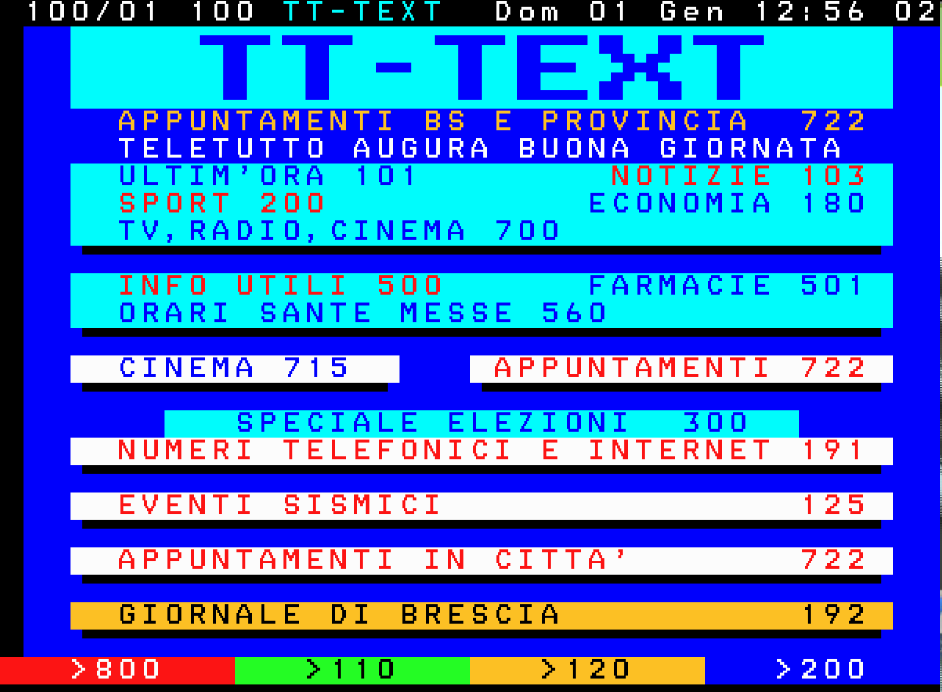
Pagina 100 del Teletext

L'emittente ha avviato da tempo una significativa attività multimediale. Nel sito ufficiale dell'emittente, la sezione videonews raccoglie i servizi andati in onda nelle diverse edizioni del telegiornale ed è anche possibile seguire la diretta in streaming. La redazione cura anche le pagine Facebook e il profilo Twitter di Teletutto.
Sul canale televisivo è presente anche il Teletext, aggiornato con le notizie e gli eventi di Brescia e provincia, nonché molte altre utili informazioni.
Il canale ha anche un servizio HbbTV, dove è possibile vedere tutti i canali dell'emittente in streaming (Teletutto, Teletutto2 e Teletutto24) e il replay dell'ultimo Tg.

## Ascolti

### Contatti giorno medio mensile target 4+ regione Lombardia
|      | Gennaio | Febbraio | Marzo   | Aprile  | Maggio  | Giugno  | Luglio  | Agosto  | Settembre | Ottobre | Novembre | Dicembre | Media anno |
| ---- | ------- | -------- | ------- | ------- | ------- | ------- | ------- | ------- | --------- | ------- | -------- | -------- | ---------- |
| 2014 | 135.691 | 117.245  | 107.793 | 114.334 | 133.462 | 124.623 | 128.285 | 120.647 | 117.938   | 124.908 | 135.502  | 147.847  | 126.116    |
| 2015 | 149.944 | 141.624  | 132.317 | 109.363 | 125.783 | 125.326 | 127.877 | 110.330 | 110.931   | 144.005 | 154.893  | 181.345  | 134.317    |
| 2016 | 154.267 | 133.449  | 135.031 | 123.106 | 146.586 | 179.938 | 138.110 | 141.032 | 140.579   | 130.206 | 149.280  | 154.339  | 144.307    |
| 2017 | 173.750 | 166.915  | 159.637 | 160.871 | 159.367 | 173.228 | 180.246 | 160.734 | 154.804   | 149.368 | 145.729  | 137.225  | 160.156    |
| 2018 | 142.031 | 137.281  | 143.044 | 135.889 | 133.979 | 147.758 | 141.321 | 141.252 | 155.531   |         |          |          |            |

### Contatti giorno medio mensile target 4+ regione Veneto
|      | Gennaio | Febbraio | Marzo | Aprile | Maggio | Giugno | Luglio | Agosto | Settembre | Ottobre | Novembre | Dicembre | Media anno |
| ---- | ------- | -------- | ----- | ------ | ------ | ------ | ------ | ------ | --------- | ------- | -------- | -------- | ---------- |
| 2014 | 1.288   | 2.270    | 852   | 1.870  | 1.079  | 680    | 930    | 917    | 1.650     | 2.408   | 2.279    | 2.686    | 1.600      |
| 2015 | 4.712   | 3.901    | 3.223 | 2.873  | 1.259  | 1.779  | 1.113  | 834    | 1.144     | 1.918   | 626      | 1.343    | 2.026      |
| 2016 | 1.311   | 1.399    | 1.261 | --     | --     | --     | --     | --     | --        | --      | --       | --       | 330        |

## Direttori
| Nome           | Periodo   |
| -------------- | --------- |
| Mario Pasini   | 1985-1994 |
| Fulvio Manzoni | 1994-2007 |
| Fabio Lombardi | 2007-2009 |
| Nunzia Vallini | dal 2009  |

## Canali televisivi (Studio 1 Network B)
| LCN | Canale                                               | Note          |
| --- | ---------------------------------------------------- | ------------- |
| 19  | CR 1 HD                                              | FTA (HDTV)    |
| 79  | CANALE1 LOMBARDIA - ONE TV                           | FTA           |
| 80  | LOMBARDIA TV80                                       | FTA           |
| 95  | STUDIO 1                                             | FTA           |
| 110 | TELE SHOPPING                                        | FTA           |
| 112 | CAFE TV 24                                           | FTA           |
| 116 | PIU' VALLI TV2                                       | FTA (HDTV)    |
| 117 | GALAXY TV                                            | FTA           |
| 118 | VIDEO BRESCIA                                        | FTA (HDTV)    |
| 175 | Cartobaleno TV Test HD                               | FTA           |
| 178 | CANALE 178                                           | FTA           |
| 184 | SMART TV                                             | FTA           |
| 186 | STUDIO PIU TV                                        | FTA (HDTV)    |
| 277 | TELEMANTOVA HD                                       | FTA (HDTV)    |
| 351 | 70-80 TV                                             | FTA           |
| 352 | RADIO 4YOU TV 2                                      | FTA           |
| 353 | CARTOBALENO TV (KIDS AND TEEN CARTOON TV) (CAIRO TV) | FTA (HEVC HD) |

## Canali radiofonici (Studio 1 Network B)
| LCN | Canale    | Note |
| --- | --------- | ---- |
| 799 | RTR99 DAB | FTA  |